# Tarnów Opolski

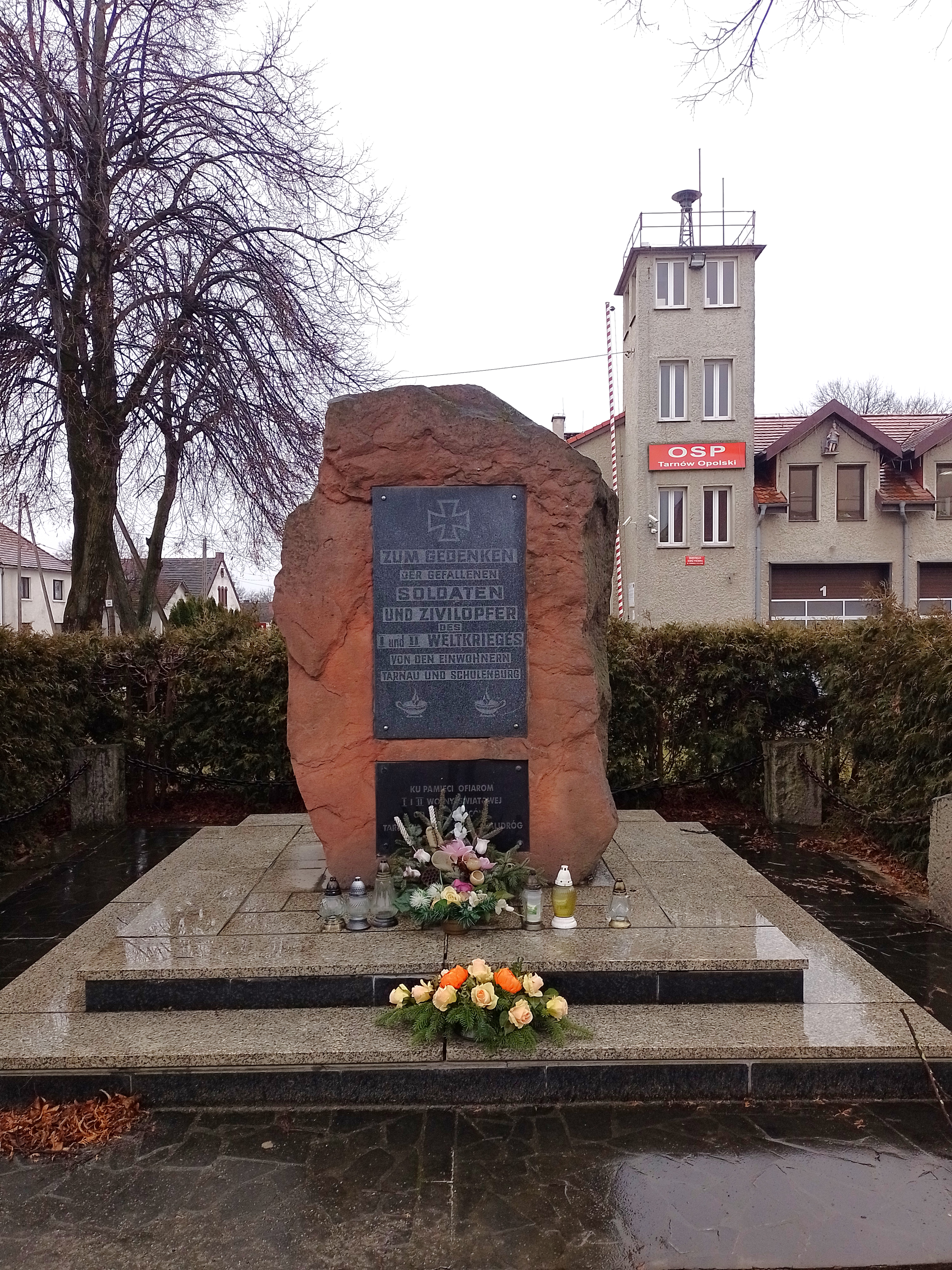
Remiza strażacka i pomnik poległych w dwóch wojnach światowych

Tarnów Opolski (dodatkowa nazwa w niem. Tarnau Oppeln) – wieś w Polsce położona w województwie opolskim, w powiecie opolskim, w gminie Tarnów Opolski. Historycznie Tarnów Opolski leży na Górnym Śląsku.
W latach 1975–1998 miejscowość administracyjnie należała do ówczesnego województwa opolskiego.
Miejscowość jest siedzibą gminy Tarnów Opolski. Regionalne dzielnice Tarnowa Opolskiego to:
Niwy, Jeziorka, Korbania, Tkocz Aleja, Sulik, Bażanciarnia, Bauergasa, Ogórek, Kissgruby.

## Integralne części wsi Tarnów Opolski[5]
| SIMC    | Nazwa            | Rodzaj     |
| ------- | ---------------- | ---------- |
| 0504031 | Tarnów Opolski 2 | przysiółek |

## Historia

### Nazwa
Nazwa Tarnów pochodzi od polskiej nazwy dzikiego gatunku śliwy – „tarniny”, lub tarni określających miejsca gdzie ta roślina rośnie. Dawniej tarniną obsadzano granice posiadłości dla oznaczenia własności gruntu. Pierwotnie nazywała się Tarnów Wielki dla odróżnienia od pobliskiej miejscowości Tarnowiec.
Niemiecki nauczyciel Heinrich Adamy zalicza wieś do grupy miejscowości, których nazwy wywodzą się od tego krzewu – „von Tarn = Schwarzdorn, Schlehdorn (purnus spinosa)”. W swoim dziele o nazwach miejscowych na Śląsku wydanym w 1888 roku we Wrocławiu wymienia on formę Tornow podając jej znaczenie Dorndorf – Cierniowa wieś. Topograficzny podręcznik Górnego Śląska z 1865 roku notuje dwie nazwy niemiecką Tarnau oraz polską Tarnów we fragmencie „Der Name Tarnau, polnisch Tarnów, soll von dem polnischen Worte Tarnówki (Torki), Schlehenstrauche, abstammen und darin seinen Grund haben, das auf der hiesigen Feldmark fruher viele grosfruchtige Schlesenstrauche standen.”. Niemiecka nazwa Tarnau jest więc zgermanizowaną formą pierwotnej polskiej nazwy Tarnów wywodzącej się od tarniny w wyniku czego utraciła ona swoje pierwotne znaczenie.
Polską nazwę Tarnów oraz niemiecką Tarnau wymienia w 1896 roku śląski pisarz Konstanty Damrot w książce o nazewnictwie miejscowym na Śląsku. Damrot w swojej książce wymienia również starszą nazwę Tarnov zaczerpniętą z łacińskich dokumentów z roku 1335 i 1369. Słownik geograficzny Królestwa Polskiego wydany pod koniec wieku XIX podaje polską nazwę miejscowości Tarnów Polski oraz niemiecką Polnisch Tarnau.
Obecnie nazwa brzmi Tarnów Opolski dla odróżnienia od innych miejscowości w Polsce z tą nazwą. W herbie miejscowości znajduje się na czerwonym tle gałązka tarniny w nawiązaniu do nazwy.

### Zarys historyczny
Pierwsza pisemna wzmianka o Tarnowie pochodzi z 9 października 1293 r., kiedy to Bolesław I książę opolski sprzedał niejakiemu Gumpertowi (prawdopodobnie koloniście znad Menu, również późniejszemu właścicielowi Komprachcic) 40 łanów flamandzkich w książęcej wsi Tarnów. Jednak znaleziska archeologiczne dokonane w II połowie XIX wieku w postaci cmentarzyska, wieku przedmiotów kultu czy też grotu włóczni – z okresu rzymskiego, odkopanej w 1891 r. – świadczą, iż na terenie tym istniała pradawna osada – prawdopodobnie słowiańska. Wieś lokowana była na prawie niemieckim, stąd istniejąca obecnie w centrum sołectwa strefa ochrony konserwatorskiej historycznego układu urbanistycznego wsi. Typ zabudowy to ulicówka.
Przemysł wapienniczy na tym terenie rozwijał się od XVI wieku kiedy zaczęto wypalać wapno, a handel nim rozpoczął się na dobre w XIX w. Był to okres znacznego wzrostu ludności. W 1807 r. powstał pierwszy piec wapienny – założony przez Andrzeja Mathea. Jak podają źródła w roku 1845 było już 10 chłopskich pieców rozpalanych kilkadziesiąt razy w roku. Kamień wapienny stanowił na terenie wsi podstawowy materiał budowlany.
Dużą rolę w historii ziemi tarnowskiej odegrała religia. Istniejąca dawna architektura charakteryzuje się usadowionymi na szczytach budynków krzyżami i figurami świętych.
Nieznana jest data powstania pierwszego kościoła. Przypuszcza się, że mógł być on zbudowany na przełomie XIV i XV wieku. Z dokumentów wynika, że Tarnów świątynię posiadał w 1447 r. należącą początkowo do minorytów w Opolu. W kwietniu 1664 r. wybuchł wielki pożar, który pochłonął oprócz zabudowań również kościół. Wkrótce jednak odbudowano go staraniem i z datków mieszkańców. Ołtarz główny zawierał relikwie św. Walentego i św. Urszuli a istniejący od 1687 r. obraz przedstawiał Wniebowzięcia Najświętszej Marii Panny.
Gdy parafian przybywało, postanowiono wybudować większy kościół. Inicjatorem budowy nowego kościoła był szanowany i popularny wśród mieszkańców, miejscowy proboszcz Czesław Klimas. Jego staraniem pozwolenie na budowę otrzymano 1913 r. i już we wrześniu tego roku poświęcono kamień węgielny na budowę nowej świątyni. Ustalono, że patronem nowego kościoła będzie św. Marcin. Aby ocaleć od zapomnienia starą budowlę, po prawej stronie wejścia głównego, wkomponowano fragment dotychczasowego kościoła z jego ołtarzem. Powstała także wysoka 40 metrowa wieża. Do starszych zabytków w Tarnowie Op. należy kaplica z XV w. służąca pierwotnie za dzwonnicę.

### Legenda Księżego Dołu
Pośrodku lasu w okolicach Tarnowa Opolskiego znajduje się owiane legendami, pełne tajemnic miejsce zwane Księżym Dołem.
Z Księżym Dołem wiąże się kilka niezwykłych legend. Według jednej z nich w połowie XVII w. podczas wojny trzydziestoletniej, gdy wojska szwedzkie grabiły dobytek i mordowały mieszkańców okolicznych wsi, w tym również Tarnowa Opolskiego, proboszcz Maximilian Schaff zebrał swych wiernych parafian i uciekł z nimi do pobliskich lasów. Ukryli się oni w tym właśnie miejscu. Był to głęboki, owalny, sporych rozmiarów dół położony na terenie równinnym w środku lasu, w którym nikt nie spodziewałby się istnienia takiego obniżenia. Mieszkańcy Tarnowa zbudowali na jego dnie lepianki, wykopali studnię, z której czerpali wodę do picia, i żywili się zapasami żywności, które ze sobą zabrali. W okresie tym szwedzkie oddziały zajęły miejscowość, a w kościele utworzono tymczasowe koszary.
Niestety, w miarę upływu czasu zapasy kurczyły się, a zbliżająca się zima nie pozwoliła wyżywić się tym, co znaleźli w lesie. Ludzie zaczęli umierać z głodu, zimna i wycieńczenia. Przy życiu została tylko garstka, która w desperacji wraz z księdzem Schaffem zaczęła przemierzać las do miejsca ich zamieszkania. Okazało się, że wojska szwedzkie w tym samym dniu opuściły Tarnów Opolski. Od tego czasu miejsce to okoliczni mieszkańcy nazywali Księżym Dołem.

## Zabytki
Do wojewódzkiego rejestru zabytków wpisany jest:
- kościół par. pw. św. Marcina, którego powstanie datowane jest na okres pierwszej poł. XV w., w l. 1653-64 – XVII wieku zbudowano nawę i wieżę, dalsze etapy budowy kościoła przypadają na l. 1853-1864, 1913 r. Kościół wyposażony jest w barokowy ołtarz z rzeźbami świętych: Michała, Józefa i Jadwigi, rokokowa chrzcielnica z drugiej połowy XVIII wieku. Przy kościele znajduje się kostnica z XVIII i XIX wieku.

Do ewidencji wojewódzkiego urzędu ochrony zabytków w Opolu oprócz kościoła św. Marcina wpisane są:
Zabudowy:
- Plebania przy ulicy Klimasa 18
- Budynek gospodarczy przy ulicy Klimasa 18(przy plebani)
- Ogrodzenie z kostnicą przy ulicy Klimasa
- Kapliczka przydrożna ul. Powstańców Śląskich
- Zajazd przy Dworcowa 16
- Cmentarz Parafialny
- Działki w głębi za domem ul. św. Marcina 11

Domy:
- Dom przy ulicy Dworcowej 9
- Dom przy ulicy Dworcowej 18
- Dom przy ulicy Koraszewskiego 2
- Dom przy ulicy Koraszewskiego 3
- Dom przy ulicy Koraszewskiego 4
- Dom przy ulicy Koraszewskiego 8
- Dom przy ulicy Koraszewskiego 24
- Dom przy ulicy Kościuszki 13
- Dom przy ulicy św. Marcina 5
- Dom przy ulicy św. Marcina 9
- Dom przy ulicy św. Marcina 11
- Dom przy ulicy św. Marcina 13
- Dom przy ulicy św. Marcina 19
- Dom przy ulicy św. Marcina 23
- Dom przy ulicy Torowa 1
- Dom przy ulicy Torowa 1a
- Dom przy ulicy Torowa 2

## Infrastruktura

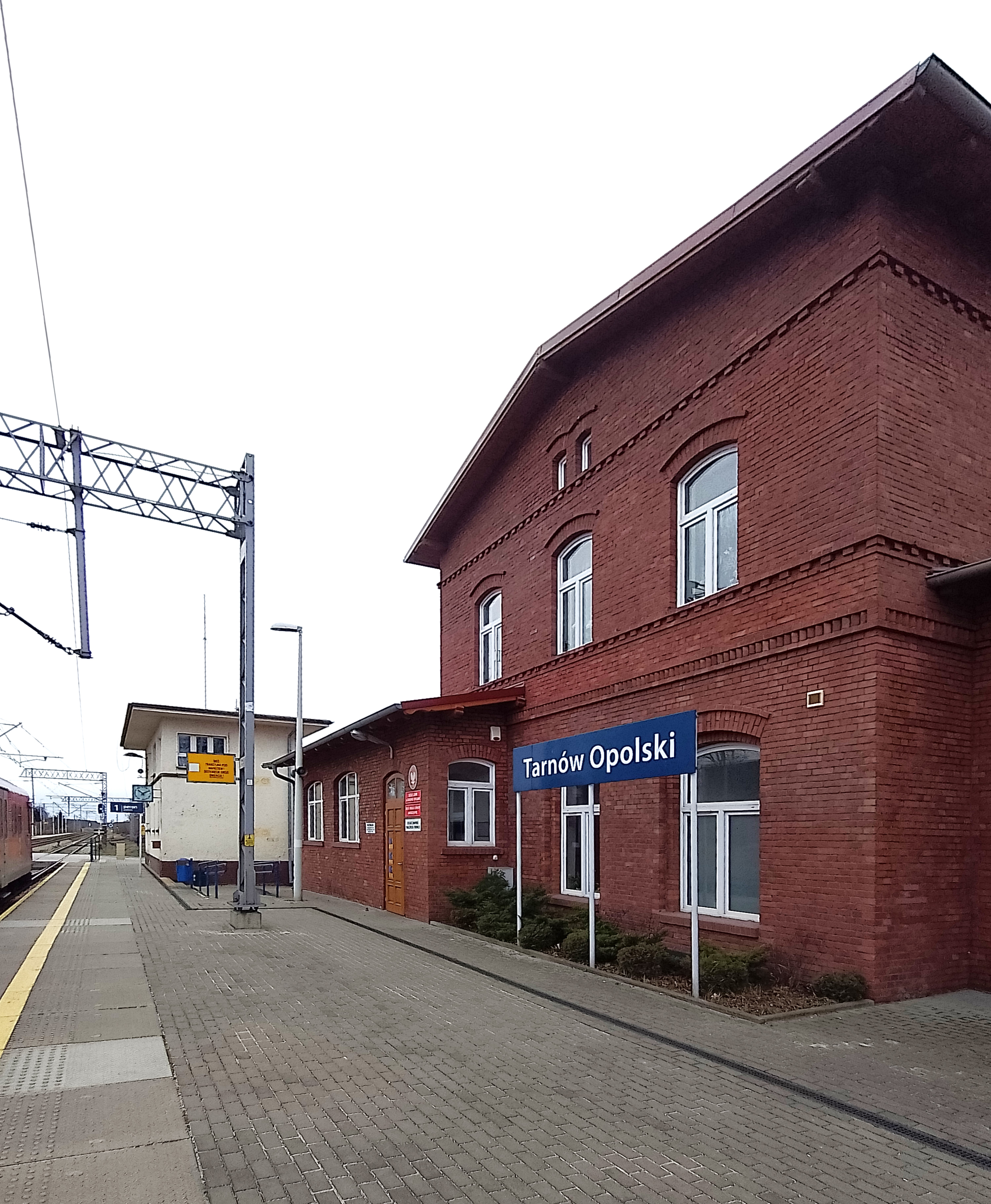
Stacja kolejowa Tarnów Opolski

Tarnów Opolski ma bardzo dobre położenie infrastrukturalne. We wsi znajduje się stacja kolejowa leżąca na trasie relacji Opole–Gliwice. Dodatkowo korzystnie sprzyja bliskość położenia drogi krajowej nr 94 o dł. 686 km pomiędzy Jędrzychowicami (województwo dolnośląskie) i Korczową (województwo podkarpackie), która jest bezpłatną trasą alternatywną dla autostrady A4. W sąsiedztwie Tarnowa Opolskiego znajduje się lotnisko w Kamieniu Śląskim. 

## Partnerstwo
Dzięki współpracy z miejscową mniejszością niemiecką udało się zawiązać stosunki partnerskie z dwoma niemieckimi miejscowościami, co sprzyja rozwojowi kulturalnemu wsi i wzmacnianiu wzajemnych relacji
| Brück Bad Blankenburg |

## Znani mieszkańcy Tarnowa Opolskiego
Czesław Klimas -  urodził się 11 czerwca 1865 w Poznaniu, ksiądz i działacz polski na Śląsku, poseł do sejmu pruskiego Republiki Weimarskiej, który przyczynił się do rozbudowy kościoła w Tarnowie Opolskim ( zm. 16 marca 1937 w Tarnowie Opolskim).
Martin Ludwig Schaff - proboszcz, który ukrywał się w trakcie wojny 30 letniej przed Szwedami w księżych dołach wraz z mieszkańcami Tarnowa Opolskiego. Mieszkańcy Śląska w tym Tarnów Opolski w owym czasie przynależeli do Monarchii Habsburgów(Austrii), a Szwedzi w tym czasie plądrowali wioski, aby uzyskać prowiant i osłabić wroga.
Gumpert z nad rzeki Men - Kupiec, który zakupił 40 flamandzkich łanów w książęcej wsi Tarnów Wielki(później Tarnów Opolski) należącej wówczas do Bolesława I Opolskiego. Od momentu tego zakupu liczy się rzekomy moment założenia Tarnowa Opolskiego, chociaż niektórzy mogą przypuszczać, że prawdziwy moment założenia Tarnowa Opolskiego mógł być wcześniejszy.